# Força de Cartellà
La Força o Torre de Cartellà és una masia situada al peu de la carretera Nacional II, al terme de Maçanet de la Selva amb el límit amb el de Vidreres, catalogada com a Bé Cultural d'interès nacional.

## Història
En un document de 1079 és mencionada amb el nom de Torre Fellona (o Torcafelon), i el 1160 fou cedida pel comte Ramon Berenguer III al vescomte Guerau II de Cabrera. Els Cartellà s'establiren a Maçanet el 1159, amb el casament d'Arnau Guillem de Cartellà amb la pubilla Ermessenda de la casa de Maçanet, que reberen la castlania de mans dels Cabrera. Durant segles, la torre o força va romandre en mans dels Cartellà, i el 1702, Felip V de Castella concedí a Pere de Cartellà el títol de marquès de Cartellà.
Masos com Gelabert o Calvet eren sota el domini directe dels Cartellà, i a les darreries del segle xviii, els Calvet subestabliren la pràctica totalitat del seu mas. D'aquesta manera, els Cartellà van incrementar llurs rendes extraordinàries amb el cobrament de lluïsmes i tasques per part dels emfiteutes dels Calvet. Malgrat les fragmentacions successives, encara en el segle xix les Torres de Cartellà constituïen , en conjunt, una de les gran finques de la comarca, treballades per parcers.
El 1865, va morir sense descendència Josepa de Sarriera i de Copons, marquesa de Cartellà i de Moja. Aleshores, la torre va ser subhastada i va adquirida per l'hisendat de Lloret de Mar Josep Cabañas. Aquest hi va afegir una construcció annexa com a residència familiar, acompanyada d'un jardí vuitcentista, i deixà l'antic casal com casa dels masovers. Posteriorment, passà a mans de la seva afillada Júlia Soler, casada amb Joan Manuel Albertí, un altre hisendat lloretenc. El 1924, i a causa de problemes financers, el matrimoni vengué la propietat al metge barceloní Víctor Conill i Montobbio, casat amb Maria Serra Riera, que estiuejava a Lloret i era amic dels Albertí.
L'actual propietari, el seu fill Víctor Conill Serra, ha restaurat l'antiga torre i ha modernitzat l'explotació agrària.

## Arquitectura

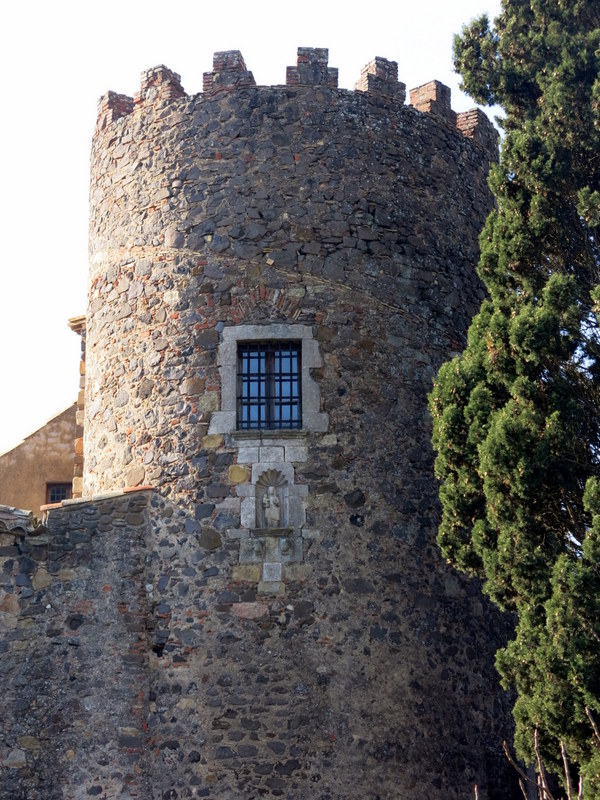
Fornícula de la torre (gener 2015)

Construcció de planta complexa i irregular, amb diverses dependències i reformes. La façana principal consta de tres plantes. La planta baixa, contempla tres obertures: la central projectada com a portal rectangular de llinda monolítica, conformant un arc pla, muntants de pedra i coronat per un arc carpanell rebaixat. Dues obertures – una per banda- rectangulars, llinda monolítica i muntants de pedra. En el primer pis o planta noble, trobem dues obertures del mateix sistema que les de la planta inferior. El tercer pis, projectat com a golfes, amb tres finestres geminades de mig punt. Coberta amb una teulada de vessants a laterals i cornisa catalana. A la cantonada de l'esquerre s'ubica la torre, rodona i emmerletada de quatre plantes, porta amb esplandit i amb una petita fornícula, sustentada per dos caps, que conté una imatge de la Verge Maria.
Són destacables la torre de defensa, de planta circular, reformada entorn del 1840 després de les destrosses que sofrí arran de la Primera Guerra Carlina, i el pati interior amb la capella de Sant Jaume, d'absis semicircular i façana amb una interessant decoració renaixentista, datada el 1510.
És de planta romànica amb absis de mig punt i hi destaca sobretot la interessant decoració renaixentista datada el 1510. Tota ella és de maçoneria amb reforços als cantons. La porta principal és un arc de mig punt amb dovelles i brancals de pedra. A la clau hi ha l'escut de Cartellà acolat amb el de Sarriera. Els muntants tenen forma de pilastres adossades al mur, acaben amb un capitell d'ordre dòric que suporta una cornisa ornada amb permòdols. Un dels diversos medallons que s'hi veuen conté la figura de Sant Jaume.